# قرار مجلس الأمن التابع للأمم المتحدة رقم 1455
قرار مجلس الأمن التابع للأمم المتحدة رقم 1455، المتخذ بالإجماع في 17 كانون الثاني / يناير 2003، بعد التذكير بالقرارات 1267 (1999) و1333 (2000) و1363 (2001) و1373 (2001) و1390 (2001) و1452 (2002) بشأن القاعدة وطالبان والإرهاب، قام المجلس بتحسين تنفيذ الإجراءات ضد الجماعات. كان أول قرار لمجلس الأمن يتخذ في 2003.
وحث مجلس الأمن جميع الدول على تنفيذ القرار 1373 وأكد على ضرورة مكافحة التهديدات للسلم والأمن الدوليين من جراء الأعمال الإرهابية. وأدان تنظيم القاعدة والجماعات الأخرى المرتبطة به على استمرار الهجمات الإرهابية والهجمات المشار إليها في القرارات 1368 (2001) و1438 (2002) و1440 (2002) و1450 (2002).
وقرر المجلس، بموجب الفصل السابع من ميثاق الأمم المتحدة، تحسين تنفيذ التدابير بهدف زيادة تحسينها في غضون 12 شهرًا إذا لزم الأمر. وشملت الإجراءات تجميد الأموال والموارد المالية، وحظر الأسلحة وحظر السفر. وتم التأكيد على ضرورة تحسين تبادل المعلومات بين اللجان المنشأة بموجب القرارين 1268 و1373. تمت دعوة جميع الدول للإبلاغ في غضون 90 يومًا عن الخطوات التي اتخذتها لتنفيذ العقوبات ضد طالبان والقاعدة وأسامة بن لادن، بما في ذلك التحقيقات ذات الصلة والإنفاذ، ما لم يتم المساس بهذه التحقيقات.
وطُلب من الأمين العام كوفي عنان إعادة تعيين خمسة خبراء لمراقبة تنفيذ العقوبات على مدى 12 شهرًا ومتابعة الخيوط المتعلقة بالتنفيذ غير المكتمل للإجراءات. كما كان على الأمين العام التأكد من أن اللجنة وفريق الرصد من الخبراء يتمتعان بإمكانية الوصول الكافي إلى الموارد والخبرات، وتقديم التقارير والتقييمات الشفوية إلى المجلس بشأن النتائج التي توصلوا إليها، مع التركيز على التنسيق الأفضل.

## روابط خارجية
- نص القرار في undocs.org